# 현저한 지리적 명칭
현저한 지리적 명칭은 대한민국 상표법상 지리적 명칭을 포함한 상표의 판단 기준이다.

## 주요 사건

### 법원 판례
- 인스부르크 상표
- 조지아 커피
- 사리원면옥 사건
- 아메리칸 대학교 사건